# Al-Fuhajs
Al-Fuhajs – miasto w Jordanii, w muhafazie Al-Balka. W 2015 roku liczyło 18 916 mieszkańców.